# Nathan Scott
Nathan Scott, gespeeld door acteur James Lafferty, is een personage uit de televisieserie One Tree Hill.

## Biografie
Nathan Scott is de zoon van Dan Scott en Deb Scott en de neef van Keith Scott en Cooper Lee. Hij heeft een oudere halfbroer die Lucas Scott heet. Hij is de sterspeler van het basketbalteam van zijn school en is getrouwd met Haley James Scott. Samen hebben zij een zoon, James Lucas Scott.

## Seizoen 1
Nathan wordt in seizoen 1 geïntroduceerd als een typische arrogante basketbalspeler van de Tree Hill Ravens. Hij heeft een relatie met Peyton Sawyer welke erg ingewikkeld is. Als hij ontdekt dat zijn halfbroer, Lucas Scott lid wordt van het basketbalteam voelt hij zich bedreigd. Ook voelt hij zich bedreigd doordat hij het gevoel heeft dat Lucas achter zijn vriendin aan zit. Hij probeert het Lucas zo moeilijk mogelijk te maken en zet alle teamleden tegen hem op. Wanneer hij hier commentaar over begint te krijgen, moet hij dit via een andere manier gaan doen. Dit doet hij door de beste vriendin van Lucas, Haley, om bijles te vragen. Haley stemt hiermee in, op voorwaarde dat Nathan Lucas met rust laat. Wanneer Peyton het gedrag van Nathan helemaal zat is, maakt ze het uit. Hierdoor opent Nathan zich voor Haley. Haley valt al snel als een blok voor hem en Nathan voor Haley. Door Haley begint Nathan zijn gedrag te veranderen en kan hij ook steeds beter met zijn broer opschieten. Hij vindt het echter wel lastig dat Haley wil wachten met seks tot na het huwelijk. 
Ondertussen begint zijn relatie met zijn ouders steeds slechter te worden. De relatie tussen zijn ouders is erg slecht en Nathan lijdt onder deze rivaliteit. Hierdoor gaat hij op zich zelf wonen.
Aan het einde van seizoen 1 trouwen Nathan en Haley en wonen ze samen.  

## Seizoen 2
Wanneer de volgende dag blijkt dat Dan een hartaanval heeft gehad, vertelt Nathan in het ziekenhuis aan zijn moeder dat hij getrouwd is. Deb wil niks van het huwelijk weten en beledigt Haley. Ook Dan, die inmiddels is bijgekomen, keurt het huwelijk niet goed.
Nathan heeft Haley altijd aangemoedigd in haar muzikale carrière. Wanneer Haley een kans op succes krijgt, wordt Nathan jaloers op diegene die haar hiermee helpt, Chris Keller. Hierdoor komt hun relatie onder druk te staan. Het gaat echter nog slechter met het stel als Haleys zus, Taylor James, bij het stel komt te logeren. Nathan heeft aan haar een aantal jaar geleden zijn maagdelijkheid verloren en wanneer Haley dit te weten komt is zij teleurgesteld om. Wanneer Chris Haley vraagt om mee te gaan op tournee, komt Nathan erachter dat Haley Chris gezoend heeft. Nathan vraagt Haley te kiezen tussen hem en de tournee. Niet veel later verlaat Haley Tree Hill om met Chris mee te gaan.
Nadat Haley Tree Hill heeft verlaten, gaat het snel slechter met Nathan. Hij drinkt en zoekt ruzie met mensen om wie hij geeft. Wanneer het weer iets beter gaat met Nathan zoekt hij Haley op tijdens haar tour in de hoop haar mee naar huis te kunnen nemen. Dit gebeurt echter niet. 
Wanneer Cooper Lee, Nathans oom, op bezoek komt, nodigt hij Nathan uit om te komen racen op het circuit. Hier probeert Nathan zelfmoord te plegen door expres tegen een muur te rijden. Hij raakt in het ziekenhuis in coma en droomt hier hoe zijn leven zou zijn geweest als Dan was getrouwd met Karen, in plaats van met Deb. Ook realiseert hij zich hoeveel hij eigenlijk van zijn moeder houdt. Als hij ontslagen wordt uit het ziekenhuis, komt Nathan weer thuis te wonen. Dan betaald Nathan zijn ziekenhuisrekeningen in ruil voor een nietigverklaring van het huwelijk tussen hem en Haley. 
Whitey nodigt Nathan uit om deel te nemen aan een prestigieus basketbalkamp, genaamd High Flyers. Dan probeert Nathan hier van weg te houden, wat uiteindelijk niet lukt. 
Nathan is kwaad op Lucas als hij erachter komt dat Lucas achter zijn rug om Dan heeft probeert kapot te maken, terwijl hij gevraagd heeft hem dit niet te doen. Zijn vriendschap met Lucas is hierdoor ook geëindigd. 
Een paar dagen later probeert iemand Dan te vermoorden door zijn kantoor in brand te steken...

## Seizoen 3
Op deze avond komt Haley terug. Ze keert terug naar Tree Hill voorgoed. Nathan kan het haar nog niet vergeven maar wil wel dat ze gelukkig is. Daarom huurt hij Chris Keller in om Haley met haar muziek te helpen. Nathan en Haley groeien langzamerhand weer naar elkaar toe en maken het weer goed. Dan wordt burgemeester van Tree Hill. Deb vertelt Nathan dat zij Dans kantoor in brand heeft gestoken in een poging hem te vermoorden. Nathan wordt erg kwaad op zijn moeder en stuurt haar weg om haar leven op orde te krijgen. 
Wanneer Jimmy Edwards met een pistool de school binnen loopt en begint te dreigen, rent Nathan naar binnen om Haley te vinden. Hij vindt haar en ze worden gegijzeld in het bijlescentrum. Tijdens deze gijzeling pleegt Jimmy zelfmoord en wordt Keith vermoord (door Dan, maar die schuift de schuld op Jimmy af). Nathan en Haley realiseren zich dat het leven te kort kan zijn. Nathan vraagt Haley opnieuw ten huwelijk om hun geloften te vernieuwen. 
Deb keert terug naar Tree Hill en besluit om samen met Nathan een straatverbod tegen Dan aan te vragen.
Op de ochtend van Nathans huwelijk heeft Nathan een nachtmerrie. Haley verdronk en hij kon haar niet redden. Hij vraagt Lucas om haar goed in de gaten te houden. Nathan en Haley vernieuwen hun geloften zonder problemen. Tijdens de receptie veroorzaakt Rachel een scène omdat ze met Cooper naar bed is gegaan ondanks het leeftijdsverschil. Nathan en Haley rijden naar het vliegveld om op vakantie te gaan naar Londen. Tijdens deze rit moeten zij uitwijken voor de Limo met daarin Rachel en Cooper. De limo rijdt vanaf de Mollinabrug het water in. Nathan duikt in het water om Rachel en Cooper te redden maar komt vast te zitten in de auto en moet happen naar lucht. Hij vecht voor zijn leven.

## Seizoen 4
Als Nathan ontwaakt in het ziekenhuis wordt hij als held beschouwd voor het redden van Rachel en Cooper. Nathan kan echter niet geloven dat hij dat gedaan heeft. Hij kan zich weinig van de redding herinneren. Hij krijgt last van visioenen waarin hij Keith ziet. Waardoor hij gelooft dat Keith de twee gered heeft. Rachel maakt misbruik van deze verwarring door tegen Nathan te zeggen dat zij hem ook gezien heeft. Zij wil dat Nathan verliefd op haar wordt. Later komt Nathan erachter dat Keith hem de kracht alleen heeft gegeven om de twee te redden. 
Nathan krijgt te horen dat hij een basketbalbeurs op Duke heeft gekregen. Haley vertelt hem dezelfde dag dat zij zwanger is van hem. Ze krijgen financiële problemen en Dan wil hen hier niet bij helpen. Daardoor ziet Nathan maar één uitweg en leent illegaal geld van Daunte Jones. Het enige wat hij hiervoor moet doen is de finale van de State Championship verliezen. Dit doet Nathan de eerste helft van de finale dan ook. Totdat Haley hem in de rust vertelt dat ze een zoon krijgen. Nathan is dolblij en speelt weer op zijn best. Ze winnen de finale. 
Daunte is echter kwaad op hem en probeert hem aan te rijden wanneer hij en Haley na de wedstrijd op straat lopen. Hij raakt echter Haley voordat hij zelf tegen een paal aan rijdt. Nathan is woedend op hem en sleurt hem uit de auto en begint op hem in te slaan. Dan komt eraan en vertelt Nathan dat hij dood is. Dan realiseert zich dat Nathan nog een heel leven voor zich heeft en zegt dat hij naar Haley moet gaan. Dan neemt de schuld op zich van het slaan. Later blijkt dat Daunte op slag dood was voordat Nathan hem überhaupt had aangeraakt. In het ziekenhuis blijkt dat het met Haley, afgezien van een gebroken been, goed gaat.
Wanneer Deb zelfmoord probeert te plegen door een overdosis te nemen, denkt Nathan dat het zijn schuld is. Hij en Haley overleggen om weer bij haar in te gaan wonen om haar te helpen. Op de avond van het schoolbal wordt een seksvideo, van drie jaar geleden, van Nathan en Brooke Davis uitgezonden. Peyton had het net uitgemaakt en Nathan en Brooke waren allebei dronken. Haley is teleurgesteld in hem en vraagt hem een lijst te maken met wie hij allemaal seks heeft gehad, zodat ze niet meer voor verrassingen komt te staan. Nathan weet dat dit er veel zijn geweest en geeft haar een briefje met een lijst van met wie hij seks heeft gehad en van wie hij ook echt van hield. Hierop staat alleen Haley. Uiteindelijk vergeeft Haley hem. In de seizoensfinale is het tijd voor de diploma-uitreiking. Tijdens de toespraak van Haley krijgt ze weeën. In het ziekenhuis krijgen ze een zoon genaamd James Lucas Scott. Ook sluiten Nathan en Lucas een deal dat ze Dan nooit meer willen zien.

## Ontbrekende jaren
In zijn eerste jaar op de universiteit, won Nathan zijn eerste Nationaal Kampioenschap, begeleid door Lucas en Whitey. Na een wedstrijd komt hij bijna in een gevecht met supporters van rivalen, maar Lucas houdt hem tegen. Whitey zegt tegen hem dat hij zijn woedeaanvallen moet leren beheersen omdat hij anders net zoals Dan zou eindigen. Uiteindelijk speelt Nathan Scott voor de Universiteit van Maryland, College Park, waar hij als eerste een All-American werd. Drie jaar later was Nathan klaar om de tiende keus in de NBA Draft door de Seattle Sonics te worden gekozen.
Op een nacht ging hij samen met Haley en Lucas naar een bar om zijn nieuwe schoenendeal te vieren, de schoenen heten "de NS 23's". Als Haley naar huis gaat om op Jamie te passen komen er fans van Portland op Nathan af, ze willen een handtekening. Maar ze komen eigenlijk alleen maar om hem te bespotten. Als het begint te escaleren, loopt hij weg met dank aan Lucas, maar de rivaliserende supporters maakten een vervelende opmerking over Haley, dus verdedigt hij zijn vrouw. Er ontstaat een gevecht en Nathan wordt door een glazen raam heen gegooid. Hij schreeuwt dat hij zijn benen niet meer voelt. Zijn NBA-carrière was voorbij voordat die begonnen was.

## Seizoen 5
Na het ongeval dat hem verlamd heeft, is Nathan een alcoholist geworden. Zijn haar is lang en hij heeft een sjofele baard. Hij krijgt ruzie met Haley en zegt dat hij alles heeft verloren en niets meer overheeft. Haley vertelt hem boos dat hij nog steeds Jamie heeft en haar ook. Maar als Nathan zo blijft doen hij wel niemand meer heeft, omdat ze zo niet verder kan en wil leven.
Nathan begint zijn leven te verbeteren als hij merkt dat Jamie het moeilijk heeft. Hij leert Jamie zijn angsten te overwinnen. Ook brengt hij een bezoek aan Dan om hem te vertellen dat hij klaar met hem is. Om te bewijzen dat hij echt zijn leven wil beteren kookt hij een diner voor Haley en Jamie en scheert hij zijn baard eraf. Haley is blij om haar man terug te hebben en zegt tegen Nathan dat ze hem gemist heeft.
Nathan besluit om op Tree Hill High School een getalenteerde maar lastige basketballer genaamd Quentin te helpen. Hij doet hem denken aan hoe hij zelf op High School was. Hij zegt tegen Quentin dat hij spijt heeft van zijn eigen fouten en probeert hem te overtuigen dat hij op school moet blijven. En niet dezelfde fouten als hij te maken.
Nathan en Haley nemen voor Jamie nanny Carrie in huis. Zij probeert Nathan meerdere malen te versieren. En op een avond sluipt Carrie bij Nathan de douche in zonder dat hij het weet. Haley betrapt hen. Enige tijd later krijgt Nathan ruzie met Haley. Ze letten even niet op Jamie en hij valt in het zwembad. Nathan en Haley kijken uit het raam en rennen naar het zwembad toe. Nathan springt in het water en haalt Jamie eruit. Haley is op de grond gaan zitten met Jamie in haar armen. Ze vertelt Nathan boos dat ze een scheiding wil.
Wanneer Jamie wordt ontvoerd op de bruiloft van Lucas en Lindsey, komen Nathan en Haley weer dichter bij elkaar. Ze denken dat Dan Jamie heeft ontvoerd terwijl het Carrie was. Jamie komt terug naar huis omdat Dan hem heeft gevonden. Nathan en Lucas gaan naar buiten en vallen Dan aan.
Nathan en Haley beginnen met huwelijkstherapie. Bij de therapie geeft Nathan toe dat hij wil dat Haley hem weer bekijkt zoals ze eerder deed. Dat was de enige reden waarom hij Carrie zover liet gaan. Hij had het flirten nodig voor zijn ego. Hij beseft dat hij fout zat en zegt tegen Haley dat hij van haar houdt, waarna ze het goedmaken. Na het verjaardagsfeest van Jamie komt Nathan erachter dat Dan stervende is. Maar hij vertelt Dan dat hij klaar met hem is. Nathan begint te werken aan zijn comeback, maar weigert het zo te noemen.